# Delegati dal New Hampshire al Congresso degli Stati Uniti d'America

Distretti del New Hampshire

Sin dall'ammissione all'Unione come stato, avvenuta nel 1788, il New Hampshire è rappresentato al Congresso degli Stati Uniti da una delegazione al Senato e alla Camera dei rappresentanti. Ogni stato elegge due senatori con mandati di sei anni, a prescindere dalla popolazione dello stato; quelli del New Hampshire appartengono alle classi 2 e 3. Elegge inoltre ogni due anni un numero di rappresentanti alla Camera in numero proporzionale alla popolazione; attualmente lo stato è rappresentato alla Camera da due delegati, eletti con il sistema first-past-the-post in distretti uninominali. Nel corso della sua esistenza come stato, il New Hampshire ha visto la rappresentanza alla Camera variare da un minimo di 2 ad un massimo di 6 deputati; l'attuale numero di 2 rappresenta il minimo ed è in vigore dal 1883 per effetto del censimento del 1880, ed è stato sempre confermato fino all'ultimo censimento del 2020.

## Camera dei rappresentanti

### Delegati attuali
La delegazione alla camera dei rappresentanti ha un totale di 2 delegati, entrambi democratici
| Distretto | Rappresentante    | Partito     | CPVI (2025) | Inizio mandato | Mappa del distretto |
| --------- | ----------------- | ----------- | ----------- | -------------- | ------------------- |
| 1°        | Chris Pappas      | Democratico | D+2         | 3 gennaio 2019 |                     |
| 2°        | Maggie Goodlander | Democratico | D+2         | 3 gennaio 2025 |                     |

## Senato degli Stati Uniti d'America
| Senatore                  | Congresso       | Senatore                |
| Classe 2                  | Congresso       | Classe 3                |
| ------------------------- | --------------- | ----------------------- |
| Paine Wingate (Anti-Amm)  | 1 (1789-1791)   | John Langdon (Pro-Amm)  |
| Paine Wingate (Anti-Amm)  | 2 (1791-1793)   | John Langdon (Pro-Amm)  |
| Samuel Livermore Pro-Amm  | 3 (1793-1795)   | John Langdon (Anti-Amm) |
| Samuel Livermore (F)      | 4 (1795-1797)   | John Langdon (D-R)      |
| Samuel Livermore (F)      | 5 (1797-1799)   | John Langdon (D-R)      |
| Samuel Livermore (F)      | 6 (1799-1801)   | John Langdon (D-R)      |
| Simeon Olcott (F)         | 7 (1801-1803)   | James Sheafe (F)        |
| Simeon Olcott (F)         | 8 (1803-1805)   | William Plumer (F)      |
| Nicholas Gilman (D-R)     | 9 (1805-1807)   | William Plumer (F)      |
| Nicholas Gilman (D-R)     | 10 (1807-1809)  | Nahum Parker (D-R)      |
| Nicholas Gilman (D-R)     | 11 (1809-1811)  | Charles Cutts (F)       |
| Nicholas Gilman (D-R)     | 12 (1811-1813)  | Charles Cutts (F)       |
| Thomas W. Thompson (F)    | 13 (1813-1815)  | Jeremiah Mason (F)      |
| Thomas W. Thompson (F)    | 14 (1815-1817)  | Jeremiah Mason (F)      |
| David L. Morril (D-R)     | 15 (1817-1819)  | Clement Storer (D-R)    |
| David L. Morril (D-R)     | 16 (1819–1821)  | John F. Parrott (D-R)   |
| David L. Morril (D-R)     | 17 (1821–1823)  | John F. Parrott (D-R)   |
| Samuel Bell (D-R)         | 18 (1823–1825)  | John F. Parrott (D-R)   |
| Samuel Bell (Anti-J)      | 19 (1825–1827)  | Levi Woodbury (J)       |
| Samuel Bell (Anti-J)      | 20 (1827–1829)  | Levi Woodbury (J)       |
| Samuel Bell (Anti-J)      | 21 (1829–1831)  | Levi Woodbury (J)       |
| Samuel Bell (Anti-J)      | 22 (1831–1833)  | Isaac Hill (J)          |
| Samuel Bell (Anti-J)      | 23 (1833–1835)  | Isaac Hill (J)          |
| Henry Hubbard (J)         | 24 (1835–1837)  | John Page (J)           |
| Henry Hubbard (D)         | 25 (1837–1839)  | Franklin Pierce (D)     |
| Henry Hubbard (D)         | 26 (1839–1841)  | Franklin Pierce (D)     |
| Levi Woodbury (D)         | 27 (1841–1843)  | Leonard Wilcox (D)      |
| Levi Woodbury (D)         | 28 (1843–1845)  | Charles G. Atherton (D) |
| Benning W. Jenness (D)    | 29 (1845–1847)  | Charles G. Atherton (D) |
| Joseph Cilley (L)         | 29 (1845–1847)  | Charles G. Atherton (D) |
| John P. Hale (D)          | 30 (1847-1849)  | Charles G. Atherton (D) |
| John P. Hale (FS)         | 31 (1849-1851)  | Moses Norris Jr. (D)    |
| John P. Hale (FS)         | 32 (1851-1853)  | Moses Norris Jr. (D)    |
| Charles G. Atherton (D)   | 33 (1853-1855)  | Moses Norris Jr. (D)    |
| Jared W. Williams (D)     | 33 (1853-1855)  | John S. Wells (D)       |
| John P. Hale (R)          | 34 (1855-1857)  | James Bell (R)          |
| John P. Hale (R)          | 35 (1857-1859)  | James Bell (R)          |
| John P. Hale (R)          | 36 (1859-1861)  | Daniel Clark (R)        |
| John P. Hale (R)          | 37 (1861-1863)  | Daniel Clark (R)        |
| John P. Hale (R)          | 38 (1863-1865)  | Daniel Clark (R)        |
| Aaron H. Cragin (R)       | 39 (1865-1867)  | George G. Fogg (R)      |
| Aaron H. Cragin (R)       | 40 (1867-1869)  | James W. Patterson (R)  |
| Aaron H. Cragin (R)       | 41 (1869-1871)  | James W. Patterson (R)  |
| Aaron H. Cragin (R)       | 42 (1871-1873)  | James W. Patterson (R)  |
| Aaron H. Cragin (R)       | 43 (1873-1875)  | Bainbridge Wadleigh (R) |
| Aaron H. Cragin (R)       | 44 (1875-1877)  | Bainbridge Wadleigh (R) |
| Edward H. Rollins (R)     | 45 (1877-1879)  | Bainbridge Wadleigh (R) |
| Edward H. Rollins (R)     | 46 (1879-1881)  | Charles H. Bell (R)     |
| Edward H. Rollins (R)     | 47 (1881-1883)  | Henry W. Blair (R)      |
| Austin F. Pike (R)        | 48 (1883-1885)  | Henry W. Blair (R)      |
| Person Colby Cheney (R)   | 49 (1885-1887)  | Henry W. Blair (R)      |
| William E. Chandler (R)   | 50 (1887-1889)  | Henry W. Blair (R)      |
| Gilman Marston (R)        | 51 (1889-1891)  | Henry W. Blair (R)      |
| William E. Chandler (R)   | 52 (1891-1893)  | Jacob H. Gallinger (R)  |
| William E. Chandler (R)   | 53 (1893-1895)  | Jacob H. Gallinger (R)  |
| William E. Chandler (R)   | 54 (1895-1897)  | Jacob H. Gallinger (R)  |
| William E. Chandler (R)   | 55 (1897-1899)  | Jacob H. Gallinger (R)  |
| William E. Chandler (R)   | 56 (1899-1901)  | Jacob H. Gallinger (R)  |
| Henry E. Burnham (R)      | 57 (1901-1903)  | Jacob H. Gallinger (R)  |
| Henry E. Burnham (R)      | 58 (1903-1905)  | Jacob H. Gallinger (R)  |
| Henry E. Burnham (R)      | 59 (1905-1907)  | Jacob H. Gallinger (R)  |
| Henry E. Burnham (R)      | 60 (1907-1909)  | Jacob H. Gallinger (R)  |
| Henry E. Burnham (R)      | 61 (1909-1911)  | Jacob H. Gallinger (R)  |
| Henry E. Burnham (R)      | 62 (1911-1913)  | Jacob H. Gallinger (R)  |
| Henry F. Hollis (D)       | 63 (1913-1915)  | Jacob H. Gallinger (R)  |
| Henry F. Hollis (D)       | 64 (1915-1917)  | Jacob H. Gallinger (R)  |
| Henry F. Hollis (D)       | 65 (1917-1919)  | Irving W. Drew (R)      |
| Henry W. Keyes (R)        | 66 (1919-1921)  | George H. Moses (R)     |
| Henry W. Keyes (R)        | 67 (1921-1923)  | George H. Moses (R)     |
| Henry W. Keyes (R)        | 68 (1923-1925)  | George H. Moses (R)     |
| Henry W. Keyes (R)        | 69 (1925-1927)  | George H. Moses (R)     |
| Henry W. Keyes (R)        | 70 (1927-1929)  | George H. Moses (R)     |
| Henry W. Keyes (R)        | 71 (1929-1931)  | George H. Moses (R)     |
| Henry W. Keyes (R)        | 72 (1931-1933)  | George H. Moses (R)     |
| Henry W. Keyes (R)        | 73 (1933-1935)  | Fred H. Brown (D)       |
| Henry W. Keyes (R)        | 74 (1935-1937)  | Fred H. Brown (D)       |
| Styles Bridges (R)        | 75 (1937-1939)  | Fred H. Brown (D)       |
| Styles Bridges (R)        | 76 (1939-1941)  | Charles W. Tobey (R)    |
| Styles Bridges (R)        | 77 (1941-1943)  | Charles W. Tobey (R)    |
| Styles Bridges (R)        | 78 (1943-1945)  | Charles W. Tobey (R)    |
| Styles Bridges (R)        | 79 (1945-1947)  | Charles W. Tobey (R)    |
| Styles Bridges (R)        | 80 (1947-1949)  | Charles W. Tobey (R)    |
| Styles Bridges (R)        | 81 (1949-1951)  | Charles W. Tobey (R)    |
| Styles Bridges (R)        | 82 (1951-1953)  | Charles W. Tobey (R)    |
| Styles Bridges (R)        | 83 (1953-1955)  | Robert W. Upton (R)     |
| Styles Bridges (R)        | 84 (1955-1957)  | Norris Cotton (R)       |
| Styles Bridges (R)        | 85 (1957-1959)  | Norris Cotton (R)       |
| Styles Bridges (R)        | 86 (1959-1961)  | Norris Cotton (R)       |
| Maurice J. Murphy Jr. (R) | 87 (1961-1963)  | Norris Cotton (R)       |
| Thomas J. McIntyre (D)    | 88 (1963-1965)  | Norris Cotton (R)       |
| Thomas J. McIntyre (D)    | 89 (1965-1967)  | Norris Cotton (R)       |
| Thomas J. McIntyre (D)    | 90 (1967-1969)  | Norris Cotton (R)       |
| Thomas J. McIntyre (D)    | 91 (1969-1971)  | Norris Cotton (R)       |
| Thomas J. McIntyre (D)    | 92 (1971-1973)  | Norris Cotton (R)       |
| Thomas J. McIntyre (D)    | 93 (1973-1975)  | Louis C. Wyman (R)      |
| Thomas J. McIntyre (D)    | 94 (1975-1977)  | Norris Cotton (R)       |
| Thomas J. McIntyre (D)    | 95 (1977-1979)  | John A. Durkin (D)      |
| Gordon J. Humphrey (R)    | 96 (1979-1981)  | John A. Durkin (D)      |
| Gordon J. Humphrey (R)    | 97 (1981-1983)  | Warren Rudman (R)       |
| Gordon J. Humphrey (R)    | 98 (1983-1985)  | Warren Rudman (R)       |
| Gordon J. Humphrey (R)    | 99 (1985-1987)  | Warren Rudman (R)       |
| Gordon J. Humphrey (R)    | 100 (1987-1989) | Warren Rudman (R)       |
| Bob Smith (R)             | 101 (1989-1991) | Warren Rudman (R)       |
| Bob Smith (R)             | 102 (1991-1993) | Warren Rudman (R)       |
| Bob Smith (R)             | 103 (1993-1995) | Judd Gregg (R)          |
| Bob Smith (R)             | 104 (1995-1997) | Judd Gregg (R)          |
| Bob Smith (R)             | 105 (1997-1999) | Judd Gregg (R)          |
| Bob Smith (R)             | 106 (1999-2001) | Judd Gregg (R)          |
| Bob Smith (R)             | 107 (2001-2003) | Judd Gregg (R)          |
| John E. Sununu (R)        | 108 (2003-2005) | Judd Gregg (R)          |
| John E. Sununu (R)        | 109 (2005-2007) | Judd Gregg (R)          |
| John E. Sununu (R)        | 110 (2007-2009) | Judd Gregg (R)          |
| Jeanne Shaheen (D)        | 111 (2009-2011) | Judd Gregg (R)          |
| Jeanne Shaheen (D)        | 112 (2011-2013) | Kelly Ayotte (R)        |
| Jeanne Shaheen (D)        | 113 (2013-2015) | Kelly Ayotte (R)        |
| Jeanne Shaheen (D)        | 114 (2015-2017) | Kelly Ayotte (R)        |
| Jeanne Shaheen (D)        | 115 (2017-2019) | Maggie Hassan (D)       |
| Jeanne Shaheen (D)        | 116 (2019-2021) | Maggie Hassan (D)       |
| Jeanne Shaheen (D)        | 117 (2021-2023) | Maggie Hassan (D)       |
| Jeanne Shaheen (D)        | 118 (2023-2025) | Maggie Hassan (D)       |
| Jeanne Shaheen (D)        | 119 (2025-2027) | Maggie Hassan (D)       |